# Пиетро Перуджино
Пиетро Перуджино (на италиански: Pietro Perugino) е италиански ренесансов художник от Умбрийската школа от периода на ранния Ренесанс.
Той е сред учителите на Рафаело Санцио. Той рисува много портрети на свои съвременници, много нежни мадони, в които става изразител на идеала за женската красота в Куатроченто.

## Творчество
В Сикстинската капела Перуджино рисува фреската „Христос предава на св. Петър ключовете от рая“. Предният план от композицията е зает от апостолите застанали от двете страни на централната фигура – Христос, който предава ключа на коленичилия Петър. Зад тях има голям площад, пълен с хора. Тази композиция е типична за новото интерпретиране на религиозните сюжети.
- Пиета. 1494 – 1495. Уфици. Флоренция
- Мадона на трон с младенеца и двама светци. Лувър. Париж

### Портрети на донатори
Перуджино, веднъж нарушава традицията да се свързват образите на донаторите със светците композиционно: той създава портрети на двама монаси (масло) от обителта Валомброзе близо до Флоренция наричани: Бияджо Миланези, генерал на ордена и Балдасаре ди Антонио ди Анджело, управител на манастира (ок. 1499, Уфици). Тези изображения на глави, обърнати, с устремени нагоре погледи е възможно, да са изображения намиращи се в частта под олтара с образа „Възнесение на Мария с четири светци“ (1500, Уфици). Сега, тези портрети, визуално се възприемат като кавалетни, но в действителност функционално са били тясно свързани с монументалната религиозна композиция. Така, със силно поподвигната глава, Перуджино е изрисувал папа Сикст IV в несъхранен олтарен образ от Сикстинската капела на такъв подобен богородичен сюжет (известен по рисунка на кръга на Пинтурикьо, Виена, Албертина).
- Перуджино. „Бияджо Миланези“
- Перуджино. „Възнесение на Мария“ – пример за картина, която е можела да се намира над портретите
- Перуджино. „Балдасаре ди Антонио ди Анджело“
- Рисунка на несъхранена фреска от Перуджино

## портрети и скрити портрети
- Мадоната, детайл
- Пророци и Сибили, детайл, фреско
- Пророци и Сибили, детайл, фреско
- Предаване на ключовете, фреско
- Портрет на млад мъж
- Портрет на Франческо деле Опере
- детайл, Мадона с младенеца
- Портрет на Лоренцо ди Креди